# 武阳镇 (漳县)
武阳镇，是中华人民共和国甘肃省定西市漳县下辖的一个乡镇级行政单位。

## 行政区划
武阳镇下辖以下地区：
城东社区、城西社区、城关村、董家庄村、新庄门村、柯寨村、孙家峡村、汪家河村、王家河村、蔺家湾村、庞家湾村、何家山村、胡家洼村和包家山村。